# Fråga bildoktorn
Fråga bildoktorn var ett svenskt radioprogram där Bosse "Bildoktorn" Andersson (eller endast Bosse Bildoktorn) hjälpte lyssnarna med de problem som kan uppstå med bilar. 
Bosse Anderssons bilmekanikerkarriär startade i början på 1970-talet. Från 1996 var Bosse "bildoktor" på Sveriges Radio P4. Programmet direktsändes från Jönköping, både som rikssändningar på lördagar och lokalt på måndagar, med Hasse Pettersson som programledare.
På senare år uppträdde programmet mer sporadiskt – typiskt på långhelger/röda dagar då de lokala sändningarna har helgledigt. Programmet lades ner 2019.
2003–2005 sände SVT ett TV-program, Bosse Bildoktorn, med ett liknande upplägg som radioprogrammet.